# Adam Soboczynski

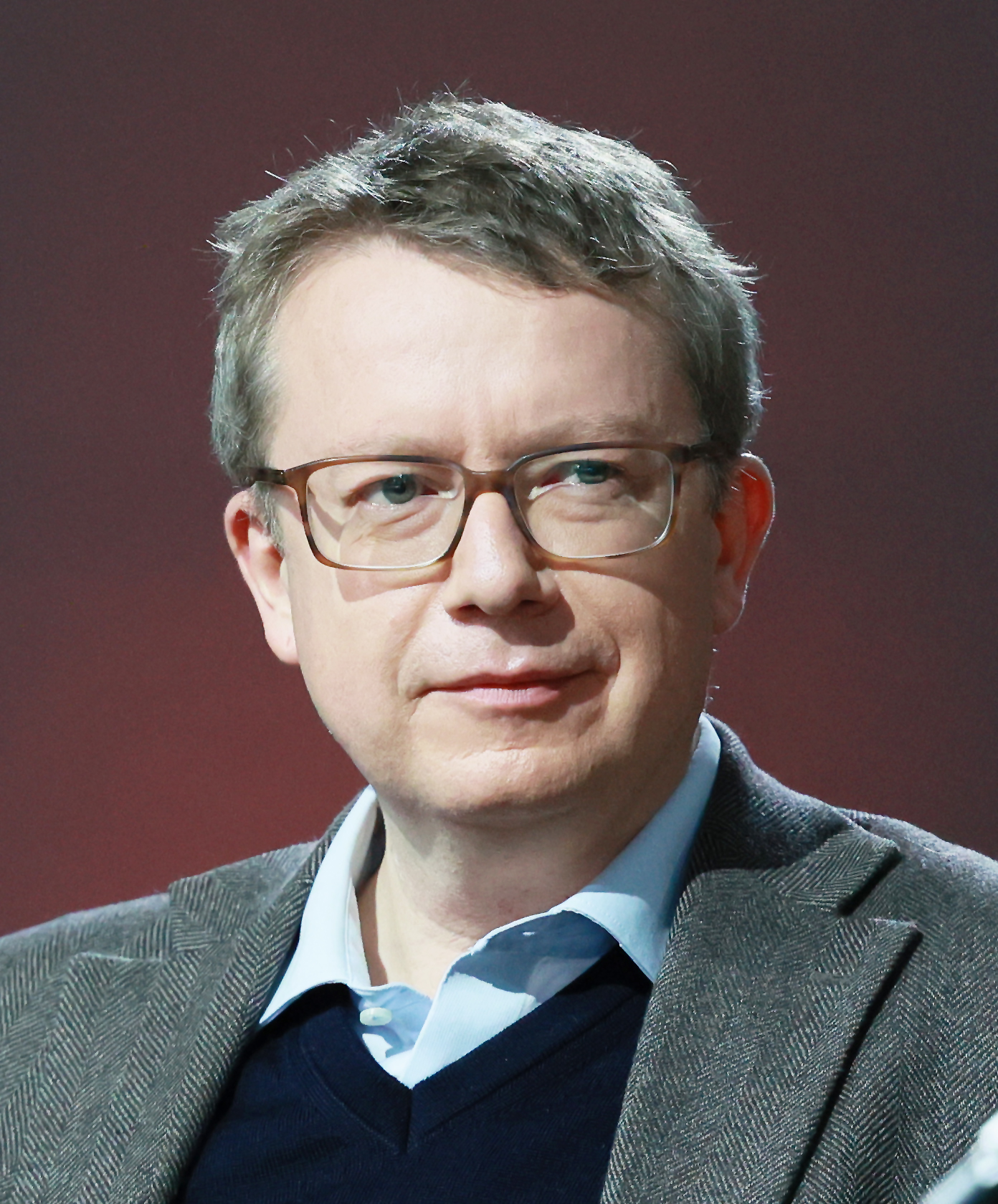
Adam Soboczynski auf Frankfurter Buchmesse 2023

Adam Soboczynski (* 1975 in Toruń, Polen als Adam Soboczyński) ist ein deutscher Journalist und Schriftsteller.

## Leben
Soboczynski wurde 1975 im polnischen Toruń geboren. Er siedelte 1981 mit seiner Familie vor Ausrufung des Kriegsrechts aus der damaligen Volksrepublik Polen in die Bundesrepublik Deutschland über.
Er wuchs in Koblenz-Neuendorf auf und besuchte das Bischöfliche Cusanus-Gymnasium Koblenz. Nach dem Abitur studierte er Germanistik und Philosophie in Bonn, Berkeley (Kalifornien) und St Andrews (Schottland). Anschließend wurde er 2005 an der Philosophischen Fakultät der Rheinischen Friedrich-Wilhelms-Universität Bonn mit der Untersuchung Die Verstellung der Verstellung. Lektüren zum Geheimnis bei Heinrich von Kleist zum Dr. phil. promoviert.
Danach begann er im Ressort Leben der Wochenzeitung Die Zeit. Von 2013 bis Oktober 2021 leitete er gemeinsam mit Iris Radisch das Feuilleton. Seitdem leitet er das Ressort Literatur, die Leitung des Feuilletons übernahmen Volker Weidermann und Christine Lemke-Matwey.
Zudem ist Soboczynski seit 2021 Teil der Kritikerrunde in der ZDF-Sendung Das Literarische Quartett.

## Werke
In seinem Buch Traumland – Der Westen, der Osten und ich erforscht Soboczynski seine bikulturellen Erfahrungen, den Übergang von Polen nach Deutschland in jungen Jahren und später die Reisen zwischen Osteuropa und Westeuropa. Er erinnert sich darin an die Ära der Freiheit ab den 1980er-Jahren, kritisiert aktuelle sozio-politische Veränderungen und drückt Nostalgie für die Vergangenheit aus. Seine Erzählung verbindet sich gut mit dem übergeordneten Thema der sich entwickelnden Freiheit sowie den internen und externen Herausforderungen, denen beide Teile Europas gegenüberstehen, wie in Soboczynskis Reise und klugen Beobachtungen zu kulturellen und politischen Veränderungen illustriert.

## Auszeichnungen
- 2005 Axel-Springer-Preis
- 2005 Deutsch-Polnischer Journalistenpreis
- 2013 Förderpreis zum Ernst-Robert-Curtius-Preis[3]
- 2022 Michael-Althen-Preis für Kritik[4]

## Veröffentlichungen

### Prosa
- Polski Tango. Eine Reise durch Deutschland und Polen, Aufbau, Berlin 2006, ISBN 978-3-378-00675-1; als Taschenbuch 2008, ISBN 978-3-7466-2414-3
- Die schonende Abwehr verliebter Frauen, Aufbau, Berlin 2008, ISBN 978-3-7466-2626-0
- Ein Porträt des Autors, in: Leo Richters Porträt von Daniel Kehlmann, Rowohlt, Reinbek 2009, ISBN 978-3-499-25302-7
- Glänzende Zeiten. Fast ein Roman, Aufbau, Berlin 2010, ISBN 978-3-351-03320-0; als Taschenbuch 2012 unter dem Titel Das Buch der Laster. 29 Ausschweifungen, ISBN 978-3-7466-2878-3
- Kleist. Vom Glück des Untergangs, Luchterhand, München 2011, ISBN 978-3-630-87363-3
- Fabelhafte Eigenschaften, Klett-Cotta, Stuttgart 2015, ISBN 978-3-608-98030-1
- Traumland. Der Westen, der Osten und ich, Klett-Cotta, Stuttgart, 2023, ISBN 978-3608986389